# دافيد موريلو
دافيد موريلو (بالإيطالية: Davide Morello)‏ (22 يونيو 1978 بباليرمو في إيطاليا - ) هو لاعب كرة قدم إيطالي في مركز الهجوم. لعب مع نادي أنكونا ونادي بيزا ونادي تورينو وCavese 1919 ‏ ونادي طرابنش 1905 ‏ ونادي أريتسو وCittà di Isernia San Leucio SSD ‏ ونادي جيلا.

## روابط خارجية
- دافيد موريلو على موقع قاعدة بيانات كرة القدم.إي يو (الإنجليزية)
- دافيد موريلو على موقع Soccerway.com (الإنجليزية)
- دافيد موريلو على موقع عالم كرة القدم.نت (الإنجليزية)